# Sciadia wockearia
Sciadia wockearia är en fjärilsart som beskrevs av Otto Staudinger 1871. Sciadia wockearia ingår i släktet Sciadia och familjen mätare. Inga underarter finns listade.